# Жуль Дюпре
Жуль Дюпре (фр. Jules Dupré; 5 квітня 1811 — 6 жовтня 1889) — французький художник, представник Барбізонської та Крозанської шкіл, один із засновників французького реалістичного пейзажу. Старший брат художника Леона-Віктора Дюпре.

## Життєпис

### Ранні роки
Народився 5 квітня 1811 року в Нанті в родині кераміста, пізніше — директора фабрики. Інтерес до зображення природи пробудився рано. Займаючись розписом порцелянових виробів на невеличкій фабриці свого батька в Пармені, Жуль Дюпре починає урізноманітнювати продукцію введенням елементів пейзажу.
Дюпре майже не навчався живопису, він став художником, безпосередньо вивчаючи природу.
У 1823 році родина Дюпре переїжджає до Парижу. Скарби Лувру зачаровують молодого живописця, і він починає вивчати творчість старих майстрів, копіюючи насамперед голландців. Усе своє життя Дюпре захоплювався творчістю Рембрандта, Клода Лоррена та Теодора Жеріко.

### 1830-ті роки
Як художник-пейзажист дебютує у 1831 році на Паризькому салоні з п'ятьма своїми картинами. У цей період Дюпре знайомиться з художником Луї-Ніколя Каба, який дає йому кілька порад по роботі з натурою. У 1832 році друзі їдуть на етюди до департаменту Ендр і на їх основі створюють роботи, виставлені у Салоні 1833 року.
Велике враження на Дюпре справило полотно Теодора Руссо «Вид в околицях Гранвіля», що стало програмовим твором усього покоління художників-пейзажистів 1830-х років. Під впливом Руссо, з яким його пов'язували дружні відносини, Дюпре прагне позбавитися впливу старих майстрів.
Також на початку 1830-х років він здійснив подорож до Англії, де познайомився з пейзажами Джона Констебла. Романтична піднесеність, пастозна фактура, дрібність мазків з відблисками світла, що переливається, у роботах англійського пейзажиста суттєво вплинули на розвиток творчості Дюпре.
Із середини 1830-х років, коли у творчості Дюпре все помітніше виявляються реалістичні тенденції, журі припиняє приймати у Салон його роботи. Це значно ускладнило для дослідників датування наступних творів живописця.

### 1840-ві роки
1840-ві роки — час створення ландських та піренейських пейзажів. Дюпре і Руссо вирушають у Ланди — департамент на південному заході Франції біля берегів Біскайської затоки. Незаймана природа, безмежні ліси, рухливі дюни стали джерелом натхнення для Дюпре.
У 1840-1850-х роках творчість Дюпре досягла свого найвищого розквіту. Пейзажі зберігають жанровий характер, але в них все помітніше проступає романтична піднесеність. На відміну від Руссо, з епічним спокоєм його картин, Дюпре — романтик за темпераментом, у його роботах постійно відчувається підкреслено емоційне сприйняття природи. Пейзажі прив'язані до конкретного часу доби, місця дії. Художник віддає перевагу композиції з далеким обрієм та низькою перспективою, коли глядач відчуває себе у самому центрі пейзажу. Важливу роль у композиції відіграє небо, яке стає одним з основних «персонажів» картини.
Після революції 1848 року Дюпре стал членом комісії по реорганізації Салону.

### 1850-ті роки
У 1850-х роках Дюпре набув більшої популярності, ніж голова Барбізонської школи Теодор Руссо. Літографії з його картин постійно друкувалися у журналі «Артист», а в 1849 році після Салону, де його твори, як і твори Руссо, були виставлені, він був нагороджений Орденом Почесного легіону. Це образило Руссо, який не був нагороджений, і стало причиною їхнього розриву. Творчість митців стала розвиватися у різних напрямках.
У 1852 році Дюпре відправляє ряд пейзажів у Салон, а потім не виставляється на офіційних виставках аж до Всесвітньої виставки 1867 року. Майже завжди в цей період художник вводить у свої пейзажі зображення ставка, озера, болітця, в яких віддзеркалюється небо. Цей мотив надає полотнам ще більшої легкості.

### 1860-1880-ті роки
У роботах Дюпре 1860-х років приваблює напружений стан природи, її драматичні ефекти. З 1868 року художник кожне літо проводить у Кайо-сюр-Мер, працюючи переважно над маринами: сцени бурі, хвилі, що розбиваються об скелі. Але і спокійний сюжет з рибацьким човном, що гойдається у відкритому морі, залишається драматично напруженим.
У 1889 Дюпре був удостоєний звання Командору Ордену Почесного легіону.

### Смерть
Помер Жуль Дюпре 6 жовтня 1889 у Л'Іль-Адам, переживши розквіт реалізму, побачивши досягнення імпресіоністів.

## Значення творчості
Дюпре прожив довге і плідне життя. Знаходячись у постійному творчому пошуку, художник створив близько півтори тисячі полотен. Загострено емоційне відношення до дійсності ріднить Дюпре із романтиками, але в його творчості є й інша лінія, яку можна визначити як прагнення відтворити дійсно реальний пейзаж, на тлі якого проходить життя звичайної людини. Його марини та сільські пейзажі користувалися у кінці століття величезним успіхом не лише у Франції, але й в інших країнах. Дюпре по праву може вважатися одним із засновників реалістичного пейзажу.